# Licenza (teologia)
La licenza è una laurea magistrale, ai sensi delle regole dell'Unione europea e del processo di Bologna, rilasciata dalle università pontificie, e costituisce il secondo grado di studio relativo ai titoli accademici, dopo il baccalaureato, ovvero la laurea triennale, e prima del dottorato.
Corrisponde ad una laurea quadriennale o magistrale dell'ordinamento universitario europeo suddiviso in tre cicli: laurea, laurea magistrale e dottorato.
Il "licenziato" ha la facoltà detta "licentia docendi" (ovvero, di insegnare nelle scuole); l'accesso al dottorato generalmente è ammesso ai licenziati con la valutazione "magna cum laude" (con grande lode).